# Fortalesa de Monostor

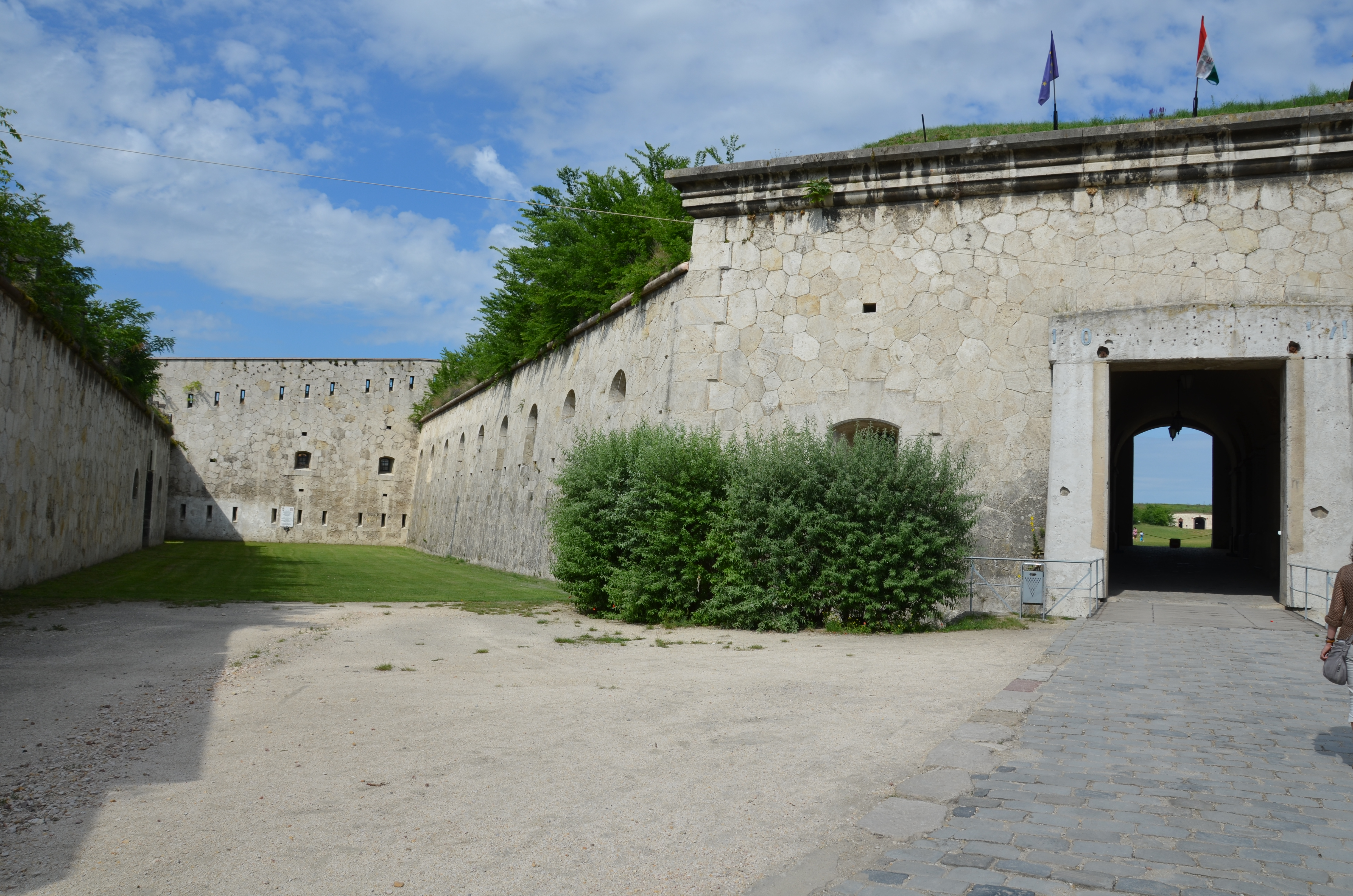
Entrada a la fortalesa

La fortalesa de Monostor (en hongarès: Monostori Erőd, també conegut com a fortalesa Sandberg) és una fortalesa a 3 km. de la ciutat de Komárom a Hongria.
Aquest immens edifici ocupa una superfície de 58 ha i té 640 sales. Es va construir durant vint-i-ú anys de 1850 a1871 i hi van treballar més de deu mil obrers. No obstant això, vista des de l'exterior, enfonsada a la sorra, sembla gairebé invisible.
Durant la Segona Guerra Mundial la fortalesa fou utilitzada pels nazis alemanys per concentrar-hi molts jueus abans en preparació de la deportació. Després, els soviètics la van utilitzar per a l'emmagatzematge de munició. A la dècada de 1990 van retirar tot l'arsenal, per fer-ho es van haver d'omplir 14.000 vagons que van ser enviats sota una estreta vigilància.